# Melanchthonweg (stacja metra)
Melanchthonweg – stacja metra w Rotterdamie, położona na linii  E (niebieskiej). Została otwarta 10 września 2006. Stacja znajduje się w dzielnicy Schiebroek i jest również stacją w systemie kolei RandstadRail, łączącej Rotterdam z Hagą.